# Исихара Кэндзо
Исихара Кэндзо (яп. 石原 健三 Исихара Кэндзо:, 20 февраля 1864 — 4 сентября 1936) — японский государственный деятель, губернатор префектур Канагава (1914—1915), Айти (1912—1913), Хоккайдо (1911—1912), Сидзуока (1910—1911), Коти (1908—1910), Тиба (1903—1908) и Яманаси (1901—1903), член Палаты пэров Японии (1922—1927), тайный советник (1927—1936).

## Биография
Родился в уезде Оку в княжестве Окаяма (ныне префектура Окаяма) как третий сын фермера Исихары Кохэя. В июле 1889 года окончил юридический факультет (английское право) Токийского императорского университета. Работал помощником советника Министерства юстиции, служил в отделе по гражданским делам, секретарём апелляционного суда Нагасаки и судьёй окружного суда Кумамото.
В октябре 1892 года был переведён в Министерство внутренних дел и занимал должности советника в правительстве префектуры Ибараки, начальника первого и третьего отделов внутренних дел той же префектуры, советника в правительстве префектуры Осака, начальника полиции префектуры Кагава и секретаря администрации префектуры Гифу. В августе 1899 года вступил в должность начальника канцелярского отдела секретариата Министерства внутренних дел, а после занимал должность начальника отдела безопасности полицейского управления Министерства внутренних дел.
С августа 1901 года последовательно назначался на должность губернатора префектур Яманаси, Тиба, Коти, Сидзуока, Хоккайдо, Айти и Канагава.
В августе 1915 года вступил в должность заместителя министра императорского двора и служил до августа 1921 года. 4 октября 1922 года стал членом Палаты пэров Японии и находился в этой должности до 31 мая 1927 года. После этого стал тайным советником и оставался на этом посту до самой смерти. Похоронен на токийском кладбище Тама.

## Награды
- Орден Восходящего солнца 3 класса (1 апреля 1906)
- Орден Священного сокровища 1 класса (19 января 1916)